# Maslaha
 (juillet 2025).
Le contenu est difficilement compréhensible vu les erreurs de traduction, qui sont peut-être dues à l'utilisation d'un logiciel de traduction automatique.
Maslaha ou maslahah (en arabe : مصلحة) est un concept dans la charia (islamique de droit divin) considéré comme base du droit. Il fait partie des principes méthodologiques étendus de la jurisprudence islamique (Uṣūl al-fiqh) et dénote l'interdiction ou la permission d'une chose en fonction de la nécessité et des circonstances particulières, selon qu'elle sert l'intérêt public de la communauté musulmane (Oummah). En principe, la maslaha est invoquée en particulier dans les cas qui ne sont pas réglementés par le Coran, la Sunna (les enseignements et les pratiques du prophète islamique Muhammad) ou les qiyas (analogie). Le concept est reconnu et utilisé à des degrés divers selon les juristes et les écoles de jurisprudence islamique (maddhab). L'application du concept est devenue de plus en plus importante depuis que des problèmes juridiques se sont posés à l'époque moderne.

## Aperçu
Le concept a d'abord été clairement articulé par al-Ghazali (mort en 1111), qui a fait valoir que maslaha était le but général de Dieu en révélant la loi divine, et que ses objectifs spécifiques étaient la préservation de cinq éléments essentiels du bien-être humain: la religion, vie, intellect, progéniture et propriété. Bien que la plupart des juristes de l'ère classique reconnaissent la maslaha comme un principe juridique important, ils ont des opinions différentes quant au rôle qu'elle devrait jouer dans la loi islamique . Certains juristes le considéraient comme une justification auxiliaire limitée par des sources scripturaires et un raisonnement analogique . D'autres considéraient le concept comme une source de droit indépendante, dont les principes généraux pouvaient l'emporter sur des déductions spécifiques fondées sur la lettre des Écritures . Alors que ce dernier point de vue était détenu par une minorité de juristes classiques, dans les temps modernes, il est venu à être défendu sous différentes formes par d'éminents érudits qui ont cherché à adapter la loi islamique à l'évolution des conditions sociales en s'appuyant sur l'héritage intellectuel de jurisprudence traditionnelle  . Avec le concept analogue de maqasid, il a fini par jouer un rôle de plus en plus important dans les temps modernes, en raison de la nécessité de faire face à des problèmes juridiques inconnus dans le passé   .
Il existe plusieurs autres concepts équivalents ou analogues dans Uṣūl al-fiqh, certains étant associés à des maddhabs respectifs. Le concept de maqasid (but ou but) est comparable dans un sens qui à la fois connote l'objectif ultime et le but de l'application de la charia. Le concept d' istislah est un sujet connexe employé par l' imam Ahmad ibn Hanbal. Alors que le sens de maslaha est «intérêt public», le sens de istislah est «de rechercher le meilleur intérêt public» - l'objet et le but de la charia. Le concept d'istihsan signifie une préférence équitable pour trouver des solutions aux problèmes juridiques. Ce terme est utilisé par l'école de droit Hanafi, et selon l'entente, il est possible de passer outre aux résultats des qiyas lorsqu'ils sont considérés comme nuisibles ou indésirables. Le terme a également été utilisé par le savant Hanbali Ibn Qudamah ainsi que le juriste Maliki Averroes. Bien que l'école Shafi'i ne reconnaisse pas l'application de maslaha car elle peut ouvrir la porte à une utilisation illimitée basée sur des opinions humaines faillibles, elles ont un concept correspondant à maslaha qui a appelé istidlal, induit quand il est nécessaire d'éviter l'application stricte de qiyas.

## Usage
Maslaha a été utilisé dans un sens par l'avocat andalou al-Shatibi (mort en 1388), qui s'est concentré sur les motivations derrière la loi islamique. En ce qui concerne les questions liées à Dieu, 'ibadat, les humains devraient se tourner vers le Coran ou la Sunna pour obtenir des réponses, mais en ce qui concerne la relation entre les humains, mu'amalat, les humains devraient rechercher la meilleure solution publique. Depuis que les sociétés changent, al-Shatibi pensait que la partie mu'amalat de la loi islamique devait également changer.
Maslaha a également été utilisé par plusieurs réformateurs musulmans au cours des derniers siècles. Ibn Abd al-Wahhab (mort en 1792) a utilisé le maslaha dans quelques cas[réf. nécessaire]. Le concept est plus connu des modernistes islamiques. Parmi eux, Muhammad Abduh est particulièrement reconnu pour avoir utilisé le concept de maslaha comme base pour réconcilier les valeurs culturelles modernes avec le code moral traditionnel de la loi islamique à la fin du XIXe siècle[réf. nécessaire]. Les Frères Musulmans, un groupe fondamentaliste islamique, invoque également maslaha pour expliquer leur engagement au bien-être public[réf. nécessaire].

## Voir également
- Bien commun
- Mutaween
- sharia
- Mustahabb
- Hujja